# Neutralité carbone

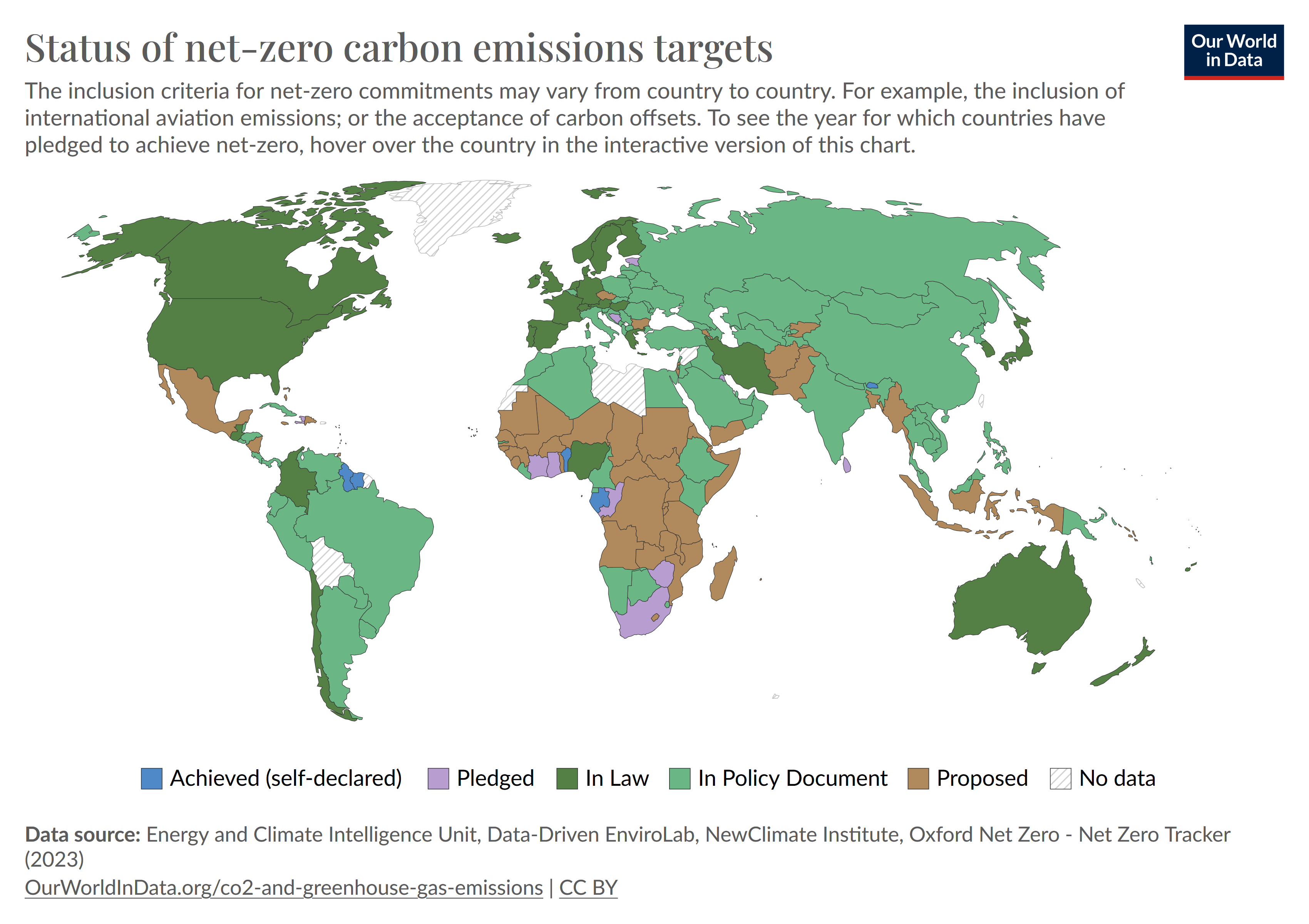
Statut des objectifs de neutralité carbone par pays en octobre 2023. Les critères de calcul de la neutralité carbone peuvent varier d'un pays à l'autre.

En climatologie et en matière de politique climatique, la neutralité carbone est un état d'équilibre à l'échelle mondiale entre les émissions de gaz à effet de serre (GES) d'origine humaine et leur retrait de l'atmosphère par l'homme ou de son fait. La différence entre les gaz émis et extraits étant alors égale à zéro, la neutralité carbone est également désignée par l’expression « zéro émissions nettes » (ZEN) ou encore « zéro net » (en anglais net zero).
Dans le cadre de la lutte contre le réchauffement climatique, atteindre la neutralité carbone au niveau mondial avant 2050 est présenté par de nombreuses institutions (GIEC, CCNUCC, etc.) comme une nécessité pour limiter la hausse des températures à +2 °C, voire +1,5 °C par rapport à l’ère préindustrielle. Cela constitue un des objectifs majeurs de l’accord de Paris de 2015, qui a été le premier accord international à utiliser le concept forgé en 2005.
Dans l'intervalle, l’objectif de neutralité carbone a été décliné à l’échelle de pays, et de manière plus controversée, de territoires, de villes, d'entreprises, de produits ou d'évènements, en faisant le plus souvent appel, en partie ou exclusivement, à des mécanismes de compensation carbone relevant souvent de l'éco-blanchiment. De ce fait, la neutralité carbone a pu être confondue pendant un temps, à des fins de communication et de marketing, avec la compensation carbone.
Les scientifiques s'accordent à dire qu'atteindre la neutralité carbone mondiale nécessite en premier lieu de réduire drastiquement et rapidement les émissions brutes de gaz à effet de serre ; l'élimination de gaz déjà présents dans l'atmosphère ne pouvant être utilisé que pour les émissions résiduelles. Sur cette base, des standards tels le Science Based Targets (SBTi) à destination des entreprises retiennent une réduction de 90 % des émissions brutes et un maximum de 10 % de compensation carbone. On distingue généralement au sein des émissions négatives les méthodes utilisées par l'homme pour restaurer, sauvegarder ou renforcer la capacité d'absorption des puits de carbone naturels (forêts, sols et océans) et les méthodes faisant appel à la technologie, appelées « technologies d'émissions négatives » (TEN).
Le concept de neutralité carbone est critiqué pour le flou qui l'entoure et son potentiel d'interprétation. Certains redoutent que la prise en compte d'émissions négatives dans les scénarios visant à atteindre la neutralité carbone conduise à négliger ou retarder les efforts de réduction des émissions. Selon eux, ces scénarios ne sont pas crédibles car les technologies d'émissions négatives ne sont pas encore éprouvées, sont d'un coût très élevé, ou ont des répercussions négatives sur d'autres limites planétaires, et parce que la restauration ou le renforcement des puits naturels de carbone (forêts, sols et océans) fait l'objet de limites.

## Définitions
Pour le GIEC, la neutralité carbone, ou émissions nettes de CO2 égales à zéro, est la « situation dans laquelle les émissions anthropiques nettes de CO2 sont compensées à l'échelle de la planète par les éliminations anthropiques de CO2 au cours d'une période donnée ». C'est dans son rapport spécial de 2018 sur les conséquences d'un réchauffement planétaire de 1,5 °C que le GIEC a précisé pour la première fois sa définition de la neutralité carbone.
En France :
- le ministère de la Transition écologique et solidaire définit la neutralité carbone (ou « net zéro » ou « zéro émission nette ») de manière assez similaire à celle du GIEC comme la situation dans laquelle les émissions nationales de gaz à effet de serre seraient « inférieures ou égales aux quantités de gaz absorbées par les écosystèmes anthropiques (c'est-à-dire les milieux naturels gérés par l'homme : forêt, sols agricoles, etc.) et certains procédés industriels (capture et stockage ou réutilisation du carbone) »[2]. La loi Énergie Climat la définit comme « un équilibre, sur le territoire national, entre les émissions anthropiques par les sources et les absorptions anthropiques par les puits de gaz à effet de serre » ;
- la commission d'enrichissement de la langue française a introduit en 2019 l’expression « neutralité en matière de gaz à effet de serre » (en abrégé : neutralité en gaz à effet de serre, neutralité GES), qu'elle définit de manière moins précise comme la « situation dans laquelle les émissions de gaz à effet de serre sont totalement compensées par les absorptions de gaz à effet de serre. (rem : Quand la neutralité en matière de gaz à effet de serre concerne le dioxyde de carbone, on parle de « neutralité carbone ») »[3].

Pour atteindre la neutralité carbone, certains parlent de « compenser » les émissions résiduelles par des retraits équivalents de CO2 de l'atmosphère, le terme « compenser » étant alors utilisé dans un sens différent de celui qui sous-tend le concept de compensation carbone : avoir recours à la compensation carbone, c'est financer une action de réduction des émissions à l'extérieur du périmètre qui vise la neutralité carbone ou d'élimination du dioxyde de carbone atmosphérique. Selon les experts du GIEC, l'élimination de gaz à effet de serre déjà présents dans l'atmosphère ne peut être utilisée que pour les émissions résiduelles.

## Historique

### Avant 2015
Avant que l’accord de Paris sur le climat de 2015 n'y fasse référence, le concept de neutralité carbone a été largement utilisé par des acteurs non étatiques pour désigner l'objectif de leurs démarches de compensation carbone. La compensation carbone consiste à contrebalancer ses propres émissions de CO2 (ou d'autres GES) par le financement de projets de réduction d'émissions ou de retrait de CO2 de l'atmosphère chez des tiers quand il n'est pas possible de réduire ses propres émissions ou qu'il est plus économique de procéder à une réduction équivalente ailleurs.
Le terme « neutralité climatique » a été introduit en 2005 et popularisé par le Programme des Nations unies pour l'environnement (PNUE) qui le définit alors à l’échelle mondiale comme un mode de vie qui ne produit pas d’émissions nettes de gaz à effet de serre. Auparavant, d’autres notions partiellement équivalentes, comme la nécessité de stabiliser la concentration de CO2 dans l’atmosphère étaient mises en avant, par exemple dans l’article 2 de la convention-cadre des Nations unies sur les changements climatiques (CCNUCC).

### À partir de 2015
Le concept de neutralité carbone s'est imposé une fois qu'il a été établi que l'augmentation de la température moyenne était directement liée au cumul des émissions anthropiques de CO2. Pour ne pas dépasser une certaine température (+2 °C par exemple), il ne faut pas dépasser une certaine quantité de CO2 émis depuis le début de la révolution industrielle. Il est donc incontournable que les émissions nettes de GES passent par zéro.
Ce lien est précisé par le GIEC dans son rapport spécial 1,5 °C de 2018 (voir plus loin #Niveau mondial).
Le changement est radical car le nouvel objectif affiché est de ne plus du tout émettre de GES (zéro émission nette), alors que précédemment les objectifs étaient fixés en pourcentage de réduction des émissions à un horizon donné.
En 2019, l’EpE (association des entreprises pour l'environnement, créée au moment du Sommet de Rio, en 1992, réunissant une quarantaine de grands groupes représentant la moitié du CAC40 dont Michelin, Veolia, Engie, La Poste, Vinci, Total, EDF ou encore Airbus) estime que la neutralité carbone d'ici 2050 est encore possible, sans décroissance économique et en vivant bien, mais à condition que tous les acteurs s'y mettent, solidairement et dès maintenant. Des changements « sans précédent » sont cependant nécessaires, conclut un rapport publié le 20 mai 2019 par l’EpE, préparé avec l’aide de groupes d’experts en énergie/climat tels que Carbone 4, Enerdata, Cired, Solagro… et inspiré par des chercheurs, des ONG et représentants de syndicats et du patronat. Selon le président d'EpE (Jean-Dominique Senard, PDG de Renault), la transition ne suffit plus, il faut engager une « transformation profonde » de nos modes de vie et du comportement des entreprises et des pouvoirs publics. La France, tout en s'adaptant au dérèglement climatique, doit doubler ses puits de carbone (forêts, sols)… ce qui implique de convertir l’agriculture à l’agroécologie) tout en diminuant de 4 % par an les émissions du pays (alors qu’elle ne les a réduit que de 0,5 % par an depuis 20 ans). Selon ce rapport le véhicule tout-thermique doit disparaitre bien avant 2050, et la rénovation énergétique des bâtiments être obligatoire.
En décembre 2020, à l'occasion du 5e anniversaire de l’adoption de l’accord de Paris sur le climat, le secrétaire général des Nations unies, António Guterres, constate que « nous voyons se former sous nos yeux un mouvement prometteur en faveur de la neutralité carbone. D’ici au mois prochain, des pays représentant plus de 65 % des émissions mondiales de dioxyde de carbone et plus de 70 % de l’économie mondiale auront pris l’engagement de parvenir à zéro émission nette avant la moitié du XXIe siècle. » Il appelle à constituer « une véritable coalition mondiale pour parvenir à la neutralité carbone d’ici à 2050 » et à « intégrer l’objectif de neutralité carbone dans toutes les politiques et décisions économiques et budgétaires ».

## Questions méthodologiques
Le concept de neutralité carbone recouvre différentes interprétations et questionnements méthodologiques, notamment quand il est décliné à différentes échelles (planète, État, territoire, entreprise, produit, etc.). Ces spécifiés rendent nécessaire de regarder avec attention les modalités retenues afin de juger du réel impact sur le climat.
L'Organisation internationale de normalisation (ISO) travaille à une future norme ISO 14068 d'application volontaire sur la neutralité carbone, qui doit être publiée en 2023. Elle a pour ambition de « favoriser une compréhension commune de la neutralité carbone et des méthodes pour y contribuer, à l'échelle des organisations publiques et privées ».
Le partenariat Science Based Targets (« Objectifs fondés sur la science », abrégé SBTi) publie le 28 octobre 2021 un cadre de référence, le Net Zero Standard, pour aider les entreprises à fixer des objectifs de neutralité carbone robustes, compatibles avec une augmentation de la température mondiale limitée à 1,5 °C d'ici 2050. La norme SBTi requiert de réduire de moitié les émissions de l’entreprise d’ici 2030, sur l’ensemble de sa chaine de valeur, et de 90 à 95 % avant 2050. Les 5 à 10 % restant peuvent être compensés, alors qu'aujourd'hui la compensation carbone passe souvent avant la réduction des émissions,.
En pratique, le concept de neutralité carbone fait l'objet de différentes interprétations et les questions de méthodologie sont nombreuses, notamment lorsqu'il est décliné à des échelles restreintes (État, territoire, entreprise, produit, etc.). On relève ainsi des différences dans les gaz pris en compte (CO2 seul ou tous), dans le périmètre des émissions considérées (approche « territoire » ou « empreinte »), dans les facteurs d'émission utilisés pour les inventaires et dans les puits de carbone pris en compte, car il est difficile d'établir une frontière nette entre ce qui ressort de la main de l'homme ou de celle de la nature. Dans la mise en œuvre, certains font appel aux technologies d'émissions négatives, d'autres non. Il en est de même pour la compensation carbone, qui est pratiquée ou non.

### Gaz pris en compte
Stricto sensu, et selon la définition du GIEC, la neutralité carbone s’entend pour le seul dioxyde de carbone (CO2), mais elle est souvent utilisée dans son sens large pour l'ensemble des gaz à effet de serre (méthane, protoxyde d’azote, CFC, etc.). C'est le cas de la définition retenue par l'accord de Paris et par la France.
Si on inclut les différents gaz à effet de serre dont les propriétés physiques, notamment leur durée de vie et leur efficacité radiative, sont très différentes, il faut, pour rendre comparables leurs émissions, ramener celles-ci à un équivalent CO2. On utilise pour cela le potentiel de réchauffement global (PRG) de chaque gaz, dont la valeur dépend de la durée considérée. Ainsi par exemple, le PRG du méthane varie du simple au triple, selon que l'on regarde ce qui se passe sur les cent ou les vingt prochaines années.
La notion de « neutralité climatique » est parfois utilisée pour indiquer que tous les gaz à effet de serre sont pris en compte. Mais le GIEC donne à la « neutralité climatique » une dimension plus large en incluant également les effets sur les climats locaux des activités humaines, comme celles qui affectent l'albédo du sol ou émettent dans l'atmosphère des polluants à courte durée de vie.

### Comptabilisation des puits de carbone naturels
Les manières de comptabiliser les différents puits de carbone naturels sont complexes et peuvent différer selon les pays. Il est en particulier souvent difficile, voire impossible, de faire la part du naturel et de l’anthropique pour les émissions et absorptions liées à l’usage des sols et aux forêts.
Pour surmonter cette difficulté, la CCNUCC a décidé de considérer comme anthropiques toutes les émissions et absorptions ayant lieu sur des terres déclarées comme « gérées », bien que celles-ci soient en partie naturelles et considérées comme telles dans les bilans carbone du GIEC.
D'autre part, la prise en compte ou non du « carbone bleu », le carbone biogénique stocké dans les écosystèmes marins et côtiers (mangroves, herbiers et zones humides côtières) fait encore l'objet de discussions.

### Prise en compte des technologies à émissions négatives
Selon les cas, les « technologies d'émissions négatives » (TEN) telles que la bioénergie avec captage et stockage de dioxyde de carbone (BECCS en anglais) ou la direct air capture, sont ou ne sont pas mobilisées dans les scénarios pour atteindre la neutralité carbone. Le plan climat français les envisage de manière explicite.

### Intégration de la compensation carbone
La compensation carbone consiste à contrebalancer ses propres émissions de CO2 par le financement de projets de réduction d'émissions de GES ou de retrait de CO2 de l'atmosphère en dehors de son périmètre. Cette question se pose particulièrement pour la neutralité carbone d’une entreprise ou d’une collectivité territoriale, pour lesquelles les émissions négatives ne sont que rarement envisageables. Mais il faut veiller à ce que les projets qui donnent lieu à l'émission de crédits carbone ne soient pas comptabilisés à la fois dans le pays qui les émet et dans celui qui les achète. À noter qu'à l'échelle mondiale, il ne peut plus être question de compensation.

### Périmètre des émissions comptabilisées
Lorsque la neutralité carbone est visée pour une ville, une région ou un pays, c'est en général l'approche « territoire » qui est retenue, c'est-à-dire que ne sont comptabilisées que les émissions ou absorptions ayant lieu sur le territoire. D'autres plaident pour une approche « empreinte » prenant en compte le contenu carbone des importations et soustrayant celui des exportations, pour se rapprocher de l’empreinte carbone des produits et services consommés sur ce territoire. La question du périmètre se pose aussi pour un produit, un évènement, ou une entreprise[réf. souhaitée] : quelles sont les émissions à compter ? Seulement les émissions directes ou également les émissions indirectes (en amont et en aval pour un produit par exemple) ?

### Méthodologie des calculs
Les calculs des émissions et des absorptions de gaz à effet de serre peuvent également diverger sur les facteurs d'émission utilisés ou les hypothèses de calcul mises en œuvre (amortissement des investissements pour une entreprise, clés d’allocation pour un produit, etc.).

## Mise en œuvre

### Démarche de mise en œuvre
Au niveau mondial, atteindre la neutralité carbone suppose d'abord de quantifier les principales sources d’émissions et puits d’absorption, puis de mettre en place des plans de réduction des émissions et d'accroissement des émissions négatives. À un niveau plus restreint (pays, territoire ou entreprise), il est parfois proposé de compléter ces mesures par de la compensation des émissions résiduelles.
Les inventaires et les plans d'action doivent être réactualisés régulièrement.
Des scénarios pour atteindre la neutralité carbone sont proposés par plusieurs organisations. Par exemple :
- Energy revolution (2015), de Greenpeace, au niveau mondial[21] ;
- Zero carbon Britain (2017), pour le Royaume-Uni[22].
- Net Zero by 2050 : A Roadmap for the Global Energy Sector (« Zéro émissions nettes à l'horizon 2050 : une feuille de route pour le secteur mondial de l'énergie ») (2021), de l'Agence internationale de l'énergie[23] ;
- scénario négaWatt 2022-2050, pour la France[24] ;
- Net-Zero by 2050 (2022), de l'European Climate Foundation, pour l'Europe[25] ;
- Le plan climat pour la France, Empreinte 2050 (2023), de la revue "Progressistes" et du PCF[26].

D'autres organisations proposent des listes de mesures qu'elles considèrent comme les plus efficaces. Par exemple :
- le Projet Drawdown (en), 80 mesures prouvées et 20 idées prometteuses pour inverser le réchauffement climatique, à l'échelle mondiale[27] ;
- 9 propositions pour changer d'ère, de l'association française The Shift Project, à l'échelle européenne[28].

### Niveau mondial
En 2015, la neutralité carbone est introduite pour la première fois dans un accord international, l’accord de Paris sur le climat, et est déclinée comme un objectif mondial, sans toutefois être explicitement nommée. Le texte prévoit en effet de « parvenir à un équilibre entre les émissions anthropiques par les sources et les absorptions anthropiques par les puits de gaz à effet de serre au cours de la deuxième moitié du siècle ». Il s'agit d'ailleurs plutôt de « neutralité climatique » car le texte fait référence aux GES et non au seul CO2. Pour y parvenir, l'accord prévoit un ensemble de dispositions, dont la soumission de contributions déterminées au niveau national (CDN) revues à la hausse tous les cinq ans à la suite d’un bilan collectif. Les CDN résultent de l’élaboration volontaire de « stratégies à long terme de développement à faible émission de gaz à effet de serre ».
Dans son rapport spécial de 2018 sur les conséquences d'un réchauffement planétaire de 1,5 °C compilant les derniers travaux des sciences climatiques, le groupe d'experts intergouvernemental sur l'évolution du climat (GIEC) évalue les trajectoires d’émissions compatibles avec une augmentation de la température moyenne d’ici 2100 inférieure à +1,5 °C ou +2 °C par rapport aux niveaux préindustriels et indique l'année où la neutralité carbone devrait être atteinte (p. 14) :
- pour ne pas dépasser +1,5 °C, les émissions anthropiques nettes de CO2 doivent baisser de 45 % d'ici 2030 par rapport à leur niveau de 2010 et tomber à zéro d'ici 2050 ;
- pour ne pas dépasser +2 °C, elles doivent baisser de 25 % d'ici 2030 par rapport à leur niveau de 2010 et tomber à zéro d'ici 2075.

Toujours selon le GIEC, « les facteurs déterminants des émissions anthropiques de gaz à effet de serre sont principalement la taille de la population, l’activité économique, le mode de vie, la consommation d’énergie, le mode d’utilisation des terres, la technologie et la politique climatique ».
Par ailleurs, de nombreux États, territoires, institutions, entreprises, organisateurs d'évènements se sont engagés dans une démarche de neutralité carbone. Beaucoup d'annonces cependant ne correspondent pas à sa définition ou se résument à faire de la compensation carbone.

### Par pays

#### Union européenne
Le 28 novembre 2018 la Commission européenne présente sa stratégie d'atteinte de la neutralité carbone dans l'UE à l’horizon 2050, via 7 axes stratégiques qui devaient être discutés lors du Conseil européen de mai 2019 à Sibiu (Roumanie),. L'objectif de parvenir à un niveau zéro d'émission nette de gaz à effet de serre à l'horizon 2050 a été adopté le 14 mars 2019 par le Parlement européen et entériné le 12 décembre 2019 par le Conseil européen.
La Commission européenne dévoile le 14 juillet 2021 son paquet « Fit for 55 » composé de douze directives et règlements visant à réduire les émissions carbone de l'Union européenne d'au moins 55 % d'ici à 2030, point de passage indispensable pour ensuite espérer atteindre la neutralité climatique en 2050. Le marché du carbone européen (ETS), établi en 2005, sera renforcé par une baisse des quotas d'émissions et un accroissement de leur coût, et sera élargi à des secteurs jusqu'ici épargnés, comme le maritime et l'aviation. Un second marché carbone sera introduit pour le transport routier et le bâtiment. L'Europe va se doter d'un mécanisme d'ajustement carbone aux frontières (MACF) destiné à renchérir le coût des importations depuis des États tiers moins regardants sur les normes environnementales. Une refonte de la fiscalité de l'énergie rendra à terme les énergies renouvelables plus attractives que les fossiles. Différentes normes environnementales seront durcies, en particulier celles des émissions des automobiles. Le projet présenté aboutirait à la fin des ventes de véhicules Diesel ou essence dès 2035. Ces textes doivent être examinés d'ici à 2023 par le Conseil et le Parlement européens.

#### France
La révision de la stratégie nationale bas carbone (SNBC) adoptée par décret le 21 avril 2020 a introduit l'objectif de neutralité carbone à l'horizon 2050.
En 2018, la France a émis 452 Mt CO2 éq, dont 445 Mt pour la France métropolitaine. Cette même année, les émissions négatives, représentées par les captages de CO2 liés à l’utilisation des terres, leur changement d'affectation et la forêt ont représenté 25 Mt CO2 éq (26 Mt en France métropolitaine),. La stratégie nationale bas carbone table sur une forte augmentation des émissions négatives à l'horizon 2050, soit 82 Mt CO2 éq. par an (dont 15 Mt assurées par des technologies de capture et stockage de carbone). Il faudrait alors réduire les émissions de gaz à effet de serre à ce niveau là pour atteindre la neutralité carbone, ce qui implique qu'elles soient au moins divisées par 6 en 2050 par rapport à 1990.
Au niveau régional, les schémas régionaux d'aménagement, de développement durable et d'égalité des territoires (SRADDET) définissent des objectifs et des règles relatives à la lutte contre le changement climatique. À l'échelle intercommunale, des plans climat-air-énergie territoriaux (PCAET) déclinent et mettent en œuvre sur leur territoire les objectifs internationaux, européens, nationaux et régionaux en matière de climat.
La France s’est engagée sur des contributions déterminées au niveau national (CDN) auprès de l’ONU et doit respecter les objectifs du Paquet climat-énergie fixés par l’Union européenne pour 2030.

#### Suisse
À la suite de l'accord de Paris sur le climat en 2015, au rapport spécial du GIEC sur les conséquences d'un réchauffement planétaire de 1,5 °C en 2018 et au lancement de l'« initiative pour les glaciers » en janvier 2019, le Conseil fédéral a annoncé en août 2019 avoir fixé l'objectif de neutralité carbone en 2050,. Cet objectif devra être mis en œuvre avec la révision de la loi sur le CO2.
En septembre 2021, l’objectif de neutralité climatique en 2050 est introduit dans la constitution du canton de Berne. Des initiatives similaires sont en cours dans d'autres cantons, notamment Argovie, Bâle-Campagne, Bâle-Ville, Vaud et Zurich.
En juin 2023, les Suisses approuvent à 58,7 % par une votation la loi imposant la neutralité carbone à l'horizon 2050. Ce texte, issu d'un compromis entre les principaux partis de gouvernement et auquel s'est opposé le seul parti de droite UDC, est moins dur que celui de l'« Initiative pour les glaciers » proposé initialement par des écologistes en 2019, qui prévoyait d'interdire complètement la consommation d'énergies fossiles à partir de 2050, donc notamment d'interdire la circulation des véhicules à essence. Le projet de loi approuvé par votation prévoit de réduire progressivement la consommation de pétrole et de gaz naturel sans toutefois l'interdire, ni forcément la taxer lourdement. La Suisse devra produire davantage d'énergies renouvelables et soutenir des systèmes de chauffage censés ne pas produire de gaz carbonique, comme les pompes à chaleur.

#### Autres pays
- Allemagne : le gouvernement a annoncé en mai 2021 vouloir avancer l'objectif de neutralité carbone en 2045, soit cinq ans plus tôt que précédemment. Cela fait suite à un arrêt du Tribunal constitutionnel fédéral ayant partiellement rejeté les objectifs climatiques adoptés en décembre 2019[48] ;
- Autriche : ambition de neutralité carbone en 2040[49] ;
- Bhoutan : le Bhoutan est le premier pays à affirmer avoir atteint la neutralité carbone. Pour cela, ce pays possède des émissions relativement modestes, qui sont plus que compensées par la séquestration du carbone par le secteur UTCATF, essentiellement les forêts qui couvrent actuellement 70 % du pays. Néanmoins, le développement rapide du Bhoutan pourrait mettre à mal cet équilibre[50] ;
- Canada : ambition de neutralité carbone en 2050 par un projet de loi émis le 20 novembre 2020[51] ;
- Chine : en septembre 2020, à l'assemblée générale de l'ONU, la Chine a pris l'engagement que ses émissions atteindraient un pic en 2030 et espère remplir son objectif de neutralité carbone pour 2060[52],[53],[54],[55] ;
- Corée du Sud : le président Moon Jae-in a annoncé, le 28 octobre 2020, que son pays visait une neutralité carbone en 2050[56],[57],[58] ;
- Costa Rica : ambition de neutralité carbone pour 2050, déclinée en un plan national présenté en 2019 par le président de la République Carlos Alvarado — faisant du pays, selon Libération, « le premier à présenter un plan concret à court, moyen et long terme » pour parvenir à la neutralité carbone[59] ;
- États-Unis : Joe Biden a déclaré à l'ouverture de la COP26 que son pays entendait atteindre le « zéro émission nette » au plus tard en 2050[60].
- Finlande : ambition de neutralité carbone en 2035 adopté le 4 juin 2019 par le gouvernement Rinne[49],[61] ;
- Inde : Narendra Modi a annoncé : « D'ici 2070, l'Inde atteindra l'objectif de zéro émissions nettes » lors de la COP26[62] ;
- Indonésie : le président Joko Widodo annonce en 2021 la mise en place d'une taxe carbone ; en août 2022, il confirme qu'elle sera instaurée avant la fin 2022. L'objectif en est d'atteindre la neutralité carbone en 2060[63] ;
- Islande : ambition de neutralité carbone en 2040, annoncé au One Planet Summit en 2017 ;
- Japon : le 26 octobre 2020, le premier ministre japonais Yoshihide Suga annonce que son pays se donne pour objectif d’atteindre la neutralité carbone d’ici 2050[64] ;
- Norvège : ambition de neutralité en carbone en 2030, notamment via de la compensation[65] ;
- Nouvelle-Zélande : ambition de neutralité carbone pour 2050, annoncé en novembre 2017[66] ;
- Maldives : En 2010, elles se sont engagées à atteindre la neutralité carbone d’ici 2020[67], avant de faire machine arrière à l’occasion de la COP21[68] ;
- Royaume-Uni : alors que le mouvement Extinction Rebellion (XR) manifeste dans le pays contre l'inaction climatique en demandant la neutralité d'ici à 2025 et que le parlement a voté une motion d'état d'urgence écologique[69], la Commission britannique sur le changement climatique (CCC), chargée de conseiller l'exécutif, recommande l'adoption d'un objectif de neutralité carbone pour 2050[70]. L'objectif antérieur visait une réduction de 80 % des GES en 2050 par rapport à 1990[71]. Le gouvernement a intégré le 12 juin 2019 l'objectif de neutralité carbone pour 2050 dans le Climate Change Act de 2008[72].
- Russie : Le président Vladimir Poutine a annoncé le mercredi 13 octobre 2021 que le pays visait la neutralité carbone d'ici 2060 notamment en développant davantage l'énergie nucléaire[73].
- Suède : ambition de neutralité carbone pour 2045 (loi du 15 juin 2017), ambition renforcée par le fait que la Suède a choisi de ne pas comptabiliser les puits de carbone, avec toutefois la possibilité de recourir à des mécanismes internationaux de flexibilité ou de compensation pour 15 % des émissions[74],[75].

### Villes et territoires
- Copenhague : ambition de neutralité carbone en 2025[76] ;
- Reykjavik : ambition de neutralité carbone d’ici 2040[77] ;
- Paris : ambition de neutralité carbone pour 2050, présentée dans le Plan climat-air-énergie de la ville[78].
- Montréal : objectif de carboneutralité d'ici 2050[79].

### Institutions internationales
- Banque mondiale : engagement pour la neutralité carbone de ses bureaux de Washington en 2006[80] ;
- ONU : les différents programmes de l'ONU s'engagent depuis 2007 sur la voie de la neutralité carbone[81].

### Secteurs économiques
- Transport aérien : le 7 octobre 2022, les 193 États membres de l'Organisation de l'aviation civile internationale se prononcent en faveur de l'objectif de neutralité carbone pour le transport aérien en 2050. Le vote de l'OACI reste cependant une décision non contraignante pour les États[82].
- Assurance et finance : en juillet 2021, huit assureurs et réassureurs, dont Axa et Scor, fondent la « Net-Zero Insurance Alliance » (NZIA) afin de développer des standards pour atteindre la neutralité carbone en 2050, en ligne avec l'Accord de Paris de 2015[83]. En janvier 2023, la coalition NZIA compte 29 membres et dévoile, à l'occasion du Forum économique mondial de Davos, le protocole qui doit leur permettre de publier une feuille de route pour décarboner leur cœur de métier, la couverture des risques : d'ici au 30 juillet 2023, chacun devra se fixer au moins un objectif, sur cinq proposés. L'ONG Reclaim Finance juge ce protocole moins ambitieux que celui des banques (NZBA) et celui des investisseurs institutionnels (NZAOA), et comparable à celui des gérants d'actifs (NZAM). Mais en décembre 2022, Vanguard, le numéro deux mondial de la gestion d'actifs, a quitté la NZAM, et les banques américaines JP Morgan, Morgan Stanley et Bank of America ont menacé de quitter l'alliance de Glasgow (GFANZ), qui regroupe les alliances du secteur de la finance sous l'égide de l'ONU[84]. Le 25 mai 2023, Allianz et AXA, les numéros un et deux européens de l'assurance, annoncent leur sortie de la NZIA, précédés par le réassureur français SCOR et suivis par la Matmut. AXA présidait la NZIA depuis sa création en 2021. Huit membres sont partis depuis fin mars, en comptant Munich Re, Zurich Insurance Group, Hannover Re et Swiss Re. Parmi eux figurent six des huit fondateurs de ce groupement. Leur retrait est justifié par la crainte de poursuites antitrust fondées sur le droit américain de la concurrence, à la suite de la croisade d'une partie des élus Républicains contre les normes ESG ; les procureurs généraux de 23 États républicains ont écrit aux membres de la NZIA, se disant « préoccupés par la légalité des engagements pris par les assureurs de collaborer avec d'autres assureurs et propriétaires d'actifs afin de faire avancer un programme climatique activiste ». La NZIA n'a d'ailleurs jamais accueilli de membres américains, mais des européens, des japonais et plus récemment un canadien[85].
- Banques : en avril 2021, l'Initiative financière du Programme des Nations unies pour l'environnement (UNEP FI) lance la « Net-Zero Banking Alliance » (NZBA)[86]. Cette alliance regroupe près de 130 banques en 2023. Une seule a quitté l'alliance : l'établissement « éthique » GLS Bank, membre fondateur, jugeant qu'il ne pouvait pas continuer à faire partie d'une alliance dont les membres continueraient de financer de nouveaux projets pétroliers et gaziers. Deux autres membres menacent de quitter la NZBA si celle-ci ne met pas en place des règles plus strictes en matière de financement des combustibles fossiles : Triodos Bank aux Pays-Bas et Ecology Building Society au Royaume-Uni. Mais les banques américaines s'y opposent, sous la pression des Républicains et de l'industrie pétrolière ; elles craignent de faire l'objet de poursuites judiciaires en vertu des lois antitrust ou d'être placées sur des listes noires par certains États. Selon le Financial Times, plusieurs grandes banques américaines, dont JP Morgan, Morgan Stanley et Bank of America, auraient même menacé de quitter l'alliance, information démentie par l'UNEP FI[87].

### Entreprises
- Shaklee (en) (entreprise américaine de soins et d'hygiène corporelle) a initié le mouvement dès l'année 2000[88], suivie par des banques comme HSBC en 2005 ou Barclays UK en 2006, des entreprises comme Avis Europe en 2006 ou Yahoo! en 2007[89], La Poste en France[90] ou encore FedEx en 2021 qui vise la neutralité carbone pour 2040[91].
- En France, à l'initiative du cabinet de conseil Carbone 4, la Net Zero Initiative rassemble des entreprises de divers secteurs (RATP, Engie, EDF, Orange, BPCE, L'Oréal…) avec pour objectif de créer et de valider un référentiel de la neutralité carbone pour les entreprises[92][source insuffisante].
- Services achat : en janvier 2023, plusieurs grandes entreprises rejoignent la Net-Zero Procurement Initiative (NZPI), qui vise à réduire les émissions de carbone liées à leurs activités d'achat d'ici 2050[93]. Cette initiative encourage les entreprises à collaborer avec des fournisseurs respectueux des normes environnementales et à privilégier des solutions à faible impact carbone. Selon les directives de la NZPI, les entreprises doivent notamment se fixer des objectifs comme la réduction des transports et la promotion de matières premières recyclées ou biodégradables.

### Évènements
Pour les organisateurs d'évènements, l'objectif de neutralité carbone s'est souvent résumé à faire de la compensation carbone :
- les émissions du sommet du G8 de 2005 au Royaume-Uni ont été compensées[94] ;
- les jeux olympiques d'hiver de 2002 à Salt Lake City ont été les premiers certifiés neutres en carbone, malgré une démarche environnementale peu développée, par le rachat voire l'obtention gratuite de crédits carbone[95] ;
- les jeux olympiques d'hiver de 2010 à Vancouver ont été les premiers à mettre en œuvre une démarche plus aboutie de mesure et de compensation des émissions[96].

## Émissions négatives
Selon les définitions, méthodologies et périmètres adoptés pour la neutralité carbone, différentes méthodes de retrait de gaz à effet de serre de l'atmosphère peuvent être mises en œuvre. Elles sont souvent regroupées sous le vocable de d'émissions négatives, ou en anglais CDR (« Carbon dioxide removal ») et reposent soit sur la capacité d'absorption de CO2 par les écosystèmes naturels (forêts, sols et océans), soit sur des technologies d'extraction du carbone de l'air,. Dans le premier cas, le CO2 est stocké dans la biomasse ou le bois de construction, dans le second cas, il est stocké dans le sous-sol, voire dans le sol ou dans les océans. Selon le Rapport spécial du GIEC sur les conséquences d'un réchauffement planétaire de 1,5 °C, dans le scénario le moins défavorable, il faut maintenant extraire de l'atmosphère de 100 à 1 000 milliards de tonnes (Gt) entre 2018 et 2100 (« soit de deux à vingt fois le total annuel actuel des émissions mondiales de gaz à effet de serre »).
Les options naturelles regroupent le boisement et le reboisement, une gestion de l’agriculture et des forêts favorable à la séquestration du carbone dans les sols, ou la restauration ou la mise en place de zones humides ou de prairies à fortes capacités de stockage du carbone.
Elles ont l’avantage d’être généralement moins coûteuses que les options technologiques, et d'offrir des capacités de mise en œuvre à plus court terme, mais elles ont comme limite de ne pas être irréversibles (feux de forêt, déforestation, déstockage en période de sécheresse, etc.). Elles sont regroupées dans les inventaires nationaux ou internationaux sous le sigle UTCATF (Utilisation des terres, changement d'affectation des terres et foresterie), ou en anglais LULUCF (« Land use, land-use change and forestry »).
Les technologies d'émissions négatives (TEN), en anglais « negative emissions technologies » (NET), les plus souvent mentionnées sont :
- la bioénergie avec captage et stockage de dioxyde de carbone (BECCS en anglais), consistant en l'absorption naturelle du CO2 atmosphérique par des arbres ou des plantes durant leur croissance, suivie de leur utilisation pour la production d’énergie dans une centrale qui capte le CO2 des fumées pour le stocker en sous-sol (Captage et stockage du carbone (CSC)). Une autre option combinée est l'absorption de CO2 par les arbres associée à du stockage sous forme de bois-matériau dans la construction ;
- la capture directe dans l'air et le stockage du carbone (DACCS en anglais), qui consiste à extraire le CO2 de l'air ambiant à l'aide d'absorbants liquides ou solides et à le stocker en sous-sol ;
- l'altération forcée (Enhanced weathering), épandage sur des sols agricoles de certains types de roches finement broyées capables d'absorber du CO2 ;
- la fertilisation des océans, épandage de sulfate de fer pour faciliter le développement de phytoplancton.

Certaines de ces technologies peuvent être assimilées à de la géoingénierie, avec de fortes incertitudes sur leurs conséquences, leur coût et leur potentiel de déploiement.
Dans une étude publiée début 2018, l’EASAC soulignait qu’il n’existe aucune solution miracle, tant parmi les options naturelles que technologiques, mais que leur étude et le développement de certaines d’entre elles serait nécessaire pour atteindre les objectifs climatiques. En raison de leur potentiel limité et des risques associés, la priorité dans la lutte contre le réchauffement climatique reste la forte baisse des émissions de gaz à effet de serre,,,.

## Critiques et controverses
Le concept de neutralité carbone peut apparaître flou, avec des définitions et périmètres différents et recouvrir des objectifs et réalités variés,.
La neutralité carbone n'a véritablement de sens qu'à l'échelle de la planète ou des États coordonnés au travers de l’accord de Paris sur le climat. Elle ne peut pas s’appliquer à d'autres échelles : territoire infranational, organisation (entreprises, associations, collectivités, etc.), produit ou service, etc..
Le concept de neutralité « pourrait donner l’illusion, scientifiquement erronée, d’un état d’harmonie à atteindre pour retrouver l’équilibre perdu du système climatique ». Or atteindre zéro émissions nettes ne suffira sans doute pas, car les risques sont grands de dépasser +1,5 ou même +2 °C. Dans ce cas, il faudra viser des émissions nettes négatives pour stabiliser le climat.
La prise en compte dans les scénarios d'émissions négatives conduit à négliger ou retarder les efforts de réduction des émissions alors que les technologies ne sont pas encore prouvées ou sont d'un coût très élevé et que la restauration ou le renforcement des puits naturels de carbone (forêts, sols et océans) fait l'objet de nombreuses critiques (Kevin Anderson),. Elles soulignent en particulier les risques sur la permanence des puits et les possibles effets secondaires sur, par exemple, les populations locales, la sécurité alimentaire ou la biodiversité.
Le stockage du carbone dans des puits de carbone naturels n'est pas permanent. Par exemple, le carbone stocké dans les arbres peut être à nouveau libéré par les incendies de forêt.
Les émissions fossiles se produisent aujourd'hui, alors que leur absorption dans les arbres et les sols prend beaucoup plus de temps.
Quand elle est prévue, la pratique de compensation carbone peut également conduire à retarder les efforts de réduction des émissions,.
En 2023, le quotidien suisse Le Temps reprend les propos des journaux anglais et allemand The Guardian et Die Zeit selon lesquels les crédits carbones ne vaudraient rien car les entreprises concernées continuent de polluer et rien n'absorbe les quantités de CO2 qu'elles émettent.

### Contestation globale du concept
Trois scientifiques spécialistes du changement climatique, James Dyke, Robert Watson et Wolfgang Knorr, dénoncent en avril 2021 le « piège dangereux » que constitue selon eux le concept de neutralité carbone. Ils témoignent qu'en privé la plupart des scientifiques expriment leur scepticisme sur ce concept, mais qu'ils continuent à se comporter comme si de rien n'était. Ils passent en revue l'histoire des diverses techniques envisagées successivement comme puits de carbone : capture et stockage géologique du carbone, compensation carbone, bioénergie avec captage et stockage de dioxyde de carbone, capture du dioxyde de carbone dans l'air, géoingénierie, et constatent qu'aucune n'a tenu ses promesses. Ils affirment que les politiques de neutralité carbone ne pourront pas permettre de réaliser les objectifs de l'accord de Paris sur le climat et sont motivées par le besoin de protéger le « business as usual » et non le climat,.

### Critique des engagements à la neutralité carbone
L'échéance des engagements des gouvernements et entreprises, 2050 pour la plupart, est trop lointain et trop peu ambitieux, selon un collectif d'associations environnementales. D'une part, la responsabilité des mesures repose ainsi sur les successeurs de ceux qui les annoncent, qui ne sont pas même tenus de les respecter. D'autre part, le délai ne permet pas de limiter le réchauffement climatique à +1,5 °C convenu dans l'accord de Paris sur le climat.
Le Programme des Nations unies pour l'environnement (PNUE) souligne le « vaste écart qui sépare le caractère ambitieux » des objectifs et les niveaux d’ambition insuffisants des contributions déterminées au niveau national (CDN) dans le cadre de l'accord de Paris pour 2030, qui elles-mêmes ne sont pas en cohérence avec les politiques climatiques actuelles.
L'Agence internationale de l'énergie (AIE), dans son rapport World Energy Investment de 2019, montre que les investissements mondiaux dans l’énergie sont très insuffisants pour atteindre les objectifs de l’accord de Paris. Ils se sont stabilisés en 2018, après trois années consécutives de baisse, mais restent « bien trop faibles » pour mener à bien une transition bas carbone. Une hausse mondiale de 4 % correspond principalement à la part croissante des projets américains de gaz de schiste « à cycle court » (fossiles) pendant que la part des énergies renouvelables a diminué, alors que celle de l’efficacité énergétique a stagné.

### Controverse sur la combustion de biomasse
La combustion de biomasse est souvent présentée comme étant neutre en carbone, du fait que le CO2 est libéré en quantité égale à celle qui a été absorbée lors de la croissance et que la même quantité serait libérée par la décomposition naturelle. D'autre part, si les surfaces déboisées sont replantées, la nouvelle biomasse peut absorber une quantité de CO2 équivalente à celle émise par la combustion. Mais la neutralité carbone reste théorique, en particulier du fait de la longueur du cycle naturel qui fait qu'il faut des dizaines d'années pour réabsorber le CO2 émis quasi instantanément lors de la combustion,. Il a d'autre part été démontré que beaucoup de biocarburants de 1re génération sont responsables d'émissions de gaz à effet de serre supérieures à celles des carburants fossiles qu'ils remplacent, en raison notamment des changements d'affectation des sols induits par leur culture.

## Utilisation dans la communication et la publicité
En France, l'article 12 de la loi « climat et résilience » et son décret d'application autorisent les allégations de neutralité carbone dans la publicité à condition que soit « produit un bilan des émissions de gaz à effet de serre du produit ou service concerné couvrant l’ensemble de son cycle de vie ». L'association de consommateurs Consommation Logement Cadre de vie (CLCV) estime que ces dispositions manquent d'ambition et l'UFC – Que Choisir, que les conditions sont faciles à remplir : « il suffit de mesurer les émissions du produit ou du service, de s’engager à les réduire a minima et de les compenser en achetant des crédits carbone bon marché ».
L'Ademe met en garde contre l'utilisation abusive d'arguments de neutralité carbone dans la communication des organisations. Elle rappelle que « ces arguments peuvent tromper le public, freiner des changements de comportements et provoquer des effets rebonds négatifs. Ils empêchent aussi de mettre en avant les acteurs qui font preuve de sincérité et s'investissent réellement pour le climat. Enfin, leur utilisation expose les organisations à des risques de controverse et, bientôt, à des risques juridiques »,.
Le 2 mars 2022, TotalEnergies est assigné en justice par Greenpeace France, Notre affaire à tous et Les Amis de la Terre-France. Les trois associations accusent le groupe français d’avoir recours à des « pratiques commerciales trompeuses ». Selon elles, l'entreprise affirmait dans une campagne publicitaire massive en mai 2021 vouloir atteindre la neutralité carbone d’ici 2050, ce qu'elles jugent impossible.
Le 17 janvier 2024, le Parlement européen adopte une directive visant à rendre l’étiquetage des produits plus clair et plus fiable, en interdisant l’utilisation de mentions environnementales générales telles que « respectueux de l’environnement », « naturel », « biodégradable », « neutre pour le climat » ou « écologique » si elles ne sont pas prouvées. Elle doit interdire les allégations selon lesquelles un produit a un impact neutre, réduit ou positif sur l'environnement grâce à des systèmes de compensation des émissions.